# Theoderik II
Theoderik II was tussen 453 en 466 koning van de Visigoten. Hij volgde zijn broer Thorismund op na diens dood in 453. Van zijn regeerperiode is bekend dat hij in het begin een trouw bondgenoot was van de Romeinen. Zijn Gotische strijders kwamen veelvuldig in actie als hulptroepen van het Romeinse leger. Met name met de Romeinse keizer Avitus stond hij op goede voet. Na diens dood in 456 gedroeg hij zich steeds onafhankelijker.

## Trouwe bondgenoot

### Steunpilaar van keizer Avitus
Bij aanvang van Theoderiks’ koningschap in 453 was Valentinianus III keizer van het West-Romeinse Rijk. Deze werd op 16 maart 455 vermoord en opgevolgd door Petronius Maximus, die door omkoping van de senaat de macht greep. Lang zou diens keizerschap niet duren, want op 22 mei vielen de Vandalen de stad Rome binnen, Rome werd leeggeroofd en Petronius Maximus vond daarbij de dood. Op dat moment bevond Avitus zich als generaal op een diplomatieke missie aan het hof van Theoderik in Toulouse. Theodorik die in zijn jeugd Avitus als mentor had gehad en op zeer goede voet met hem stond, spoorde Avitus aan de keizerskroon voor zich op te eisen, hetgeen gebeurde ten overstaan van de Gallo-Romeinse senatoren. Op 9 juli 455, werd Avitus door zijn soldaten tot keizer uitgeroepen. Met zijn leger, aangevuld met een groot contingent Visigoten vertrok Avitus drie maanden later naar Italië om het keizerschap op te eisen.

### Campagne in Spanje
In 456 kwam het Visigotisch leger in actie in Spanje om daar de macht voor de Romeinen te herstellen. Op verzoek van keizer Avitus viel Theodorik, Rechiar, de koning van de Sueven aan, om deze te straffen voor rooftochten in het nabijgelegen Romeins gebied. Theoderik versloeg de Sueven aan de rivier Órbigo, dicht bij de stad Astorga in een veldslag waarbij koning Rechiar sneuvelde. Vervolgens veroverde hij Bracara Augusta (Braga), de hoofdstad van de Sueven. Volgens de overleveringen ging het er ruw aan toe en plunderde het leger van Theoderik diverse de steden in Gallaecia, de Romeinse provincie waarin de Sueven hun koninkrijk gevestigd hadden. Een deel van de Sueven werd afgeslacht en zelfs heilige plaatsen werden aangevallen, waarschijnlijk vanwege de steun van de lokale geestelijkheid voor de Sueven. Hierna controleerde het leger van Theodorik de Spaanse provincies Hispania Baetica, Hispania Tarraconensis en Zuid-Lusitania.

### Afzetting van Avitus
In de loop van 456 kwam Avitus in Italië in de problemen. De keizer moest het op dat moment doen zonder Visigotische steun van Theoderik die zich met zijn leger nog in Spanje bevond. De moeilijkheden voor Avitus ontstonden toen deze oorlog voerde tegen de Vandalen en deze op zee moeilijk te verslaan waren. De Vandalen blokkeerden met hun vloot Rome, zodat de voedselvoorziening van de stad gevaar liep. Het volk was ontevreden en keerde zich tegen de keizer. Ook het leger in Italië morde en er brak een opstand uit geleid door de generaal Ricimer en Majorianus, die hiermee kans zagen om zelf de macht naar zich toe te trekken. Avitus kwam ten val en vluchtte naar Arles. Daar schraapte hij wat troepen bijeen, maar moest het doen zonder de steun van het leger van Theodorik die nog in Spanje verbleef.
Halverwege oktober 456 werd Avitus afgezet als keizer door Ricimer, een jongere broer van de gesneuvelde Rechiar en een invloedrijke generaal in het Romeinse leger. Begin 457 werd Majorianus de nieuwe keizer in het westen. Vanaf dat moment begon Theoderik heimelijk het Romeins gezag tegen te werken. In Spanje liet hij soldatenkolonies achter, zogenaamd voor de handhaving van de vrede, maar in werkelijkheid was het een bezettingsmacht.

## Op gespannen voet met het Romeinse Rijk

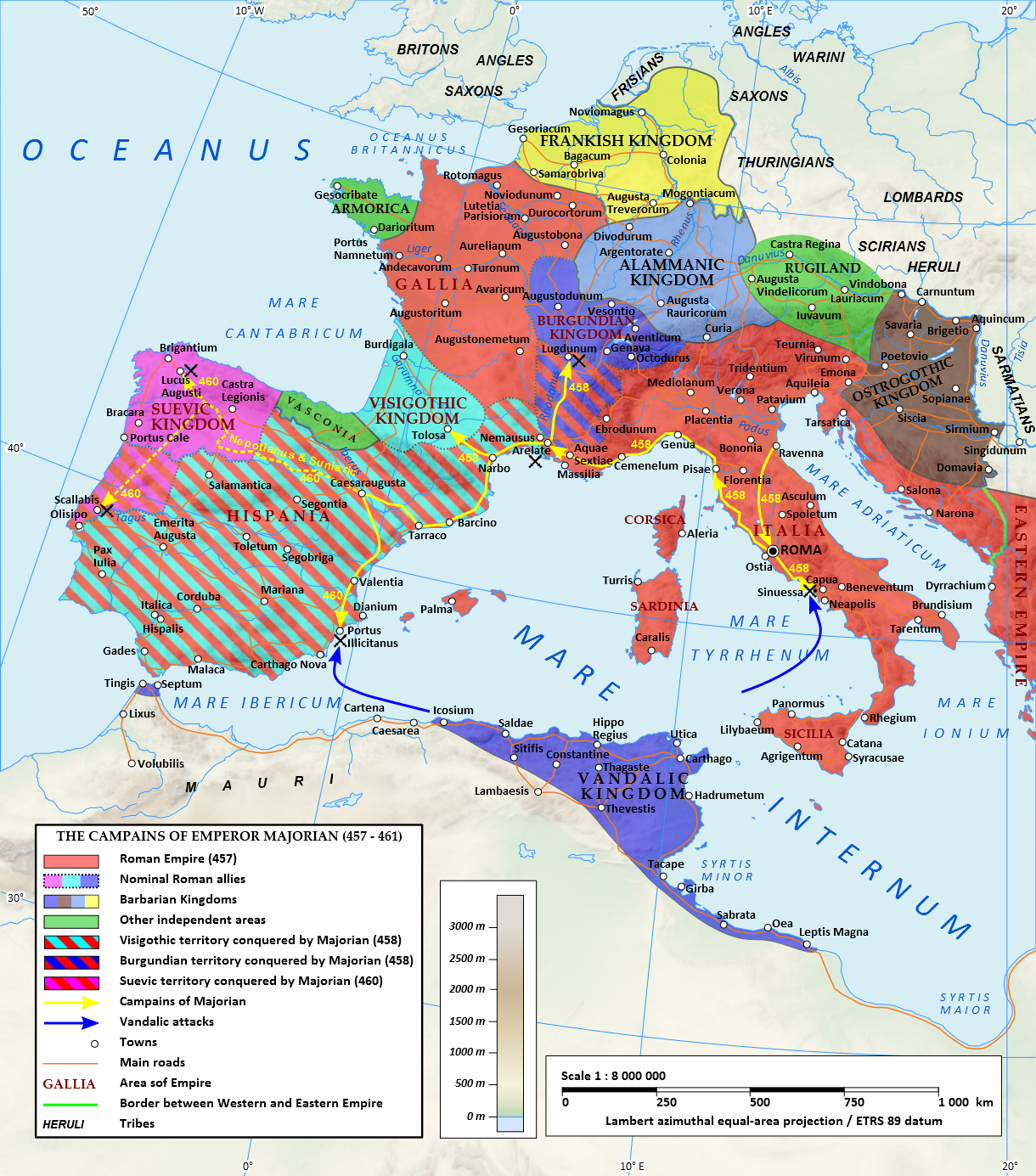
Uitbreiding van de Visigotische invloedssfeer onder Theoderik II (457-461)

### Slag bij Arles
De nieuwe keizer Majorianus zag de opkomende macht van de Visigoten in Spanje en Gallië als een grote bedreiging. Met het tros van het Romeinse leger en vergezeld van de generaals Aegidius en Nepotianus, trok Majorianus op richting de Visigotische koning en diens leger, die bij Arelate (Arles), aan de monding van de rivier de Rhodanus (Rhône) verbleef. De daaruit voortvloeiende veldslag was een overweldigende Gotische nederlaag. De Visigoten sloegen op de vlucht en koning Theoderik ontkwam ternauwernood aan de dood. In de daarop volgende vredesbesprekingen gaven de Visigoten hun vestigingen op in Spanje en keerden terug zij naar Aquitanië hun oorspronkelijk vestigingsgebied.
Vervolgens startte Majorianus in 460 een veldtocht tegen de Vandalen waaraan de Visigoten verplicht moesten meedoen. De Romeinen leden een zware nederlaag tegen de Vandalen in de Slag bij Cartagena. Keizer Majorianus werd uit de weg geruimd en magister militum Ricimer, deels Visigoot, probeerde nu alle macht naar zich toe te trekken. In Gallië weigerde generaal Aegidius, een tegenstander van Ricimer, zich bij deze situatie neer te leggen en kwam in verzet.

### Gebiedsuitbreiding naar zuiden en noorden
De val van Majorianus in 461 en de daaruit voortvloeiende strijd om de macht tussen Aegidius en Ricimer gaven Theodorik de gelegenheid zijn plannen voor meer macht binnen het West-Romeinse rijk te verwezenlijken. In Gallië maakte Aegidius zich op om Italië binnen te vallen en zocht Ricimer steun bij de Bourgonden en Visigoten om deze dreiging te weerstaan. In ruil voor Romeins grondgebied gaf Theoderik militaire steun aan Ricimer en zond hem troepen. De Romeinen deden afstand van de havenstad Narbonne en omgeving. Theoderik verwierf hiermee een nieuwe invloedssfeer aan de Middellandse Zee en hoopte op nog meer gebiedsuitbreiding naar het noorden als het Romeinse leger van Aegidius verjaagd was. Met hulp van de Bourgonden en Visigoten werd Aegidius de pas naar Italië afgesneden, maar de alliantie van Ricimer slaagde er niet in om hem te verslaan. Aegidius trok zich terug ten noorden van de rivier de Loire en het gebied ten zuiden hiervan werd door Theoderik in bezit genomen.

### Soeverein
Nu zich in 462 ten zuiden van de Loire geen Romeinse troepen meer bevonden en Ricimer zich in Italië ophield, was het Romeins gezag in Gallië nagenoeg verdwenen. De Visigoten voerden nu het hoogste gezag en heerste Theoderik feitelijk soeverein. Alleen op papier waren ze nog foederati van het West-Romeinse Rijk.

### Oorlog met Aegidius
Theoderik vatte het plan op om zijn macht ook naar Noord-Gallië uit te breiden. Afgesloten van de rest van het Romeinse rijk had Aegidius hier in het gebied ten noorden van de Loire en ten zuiden van de Somme een zelfstandige staat gesticht. In 463 gaf Theoderik zijn jonger broer Frederik opdracht het grondgebied van Aegidius binnen te vallen. Frederik stuitte op hevig verzet van de Romeinen die zich versterkt hadden met hulp van de Franken. In de slag bij Orleans sneuvelde Frederik en leden de Visigoten een zware nederlaag tegen Aegidius. Hierna gaf Theoderik verdere pogingen om het noorden te veroveren op. In 466 stierf Theoderik II en werd opgevolgd door zijn broer Eurik.

## Het Edict van Theoderik
Hoewel het nog als een deelstaat werd beschouwd, was het koninkrijk van Theoderik II rond 460 feitelijk al volledig onafhankelijk van Rome. Hij liet voor zijn grondgebied het Edict van Theoderik opstellen, een wetboek dat afwijkt van de Romeinse wetten en het edict van zijn vader.
Het edict van Theoderik II bestaat uit 154 hoofdstukken en is geschreven op basis van het Romeinse model. Het is vooral een strafwetboek dat tal van belastingheffingen organiseert. In dit edict wordt onderscheid gemaakt van twee bevolkingsgroepen: de Goten en de Romeinen, maar ook twee groepen, de vrije en de niet-vrije. Het bevat een opsomming van straffen voor de ontvoering van echtgenotes, de ontvoerders en hun handlangers worden met de dood bestraft. Een weduwe kan niet hertrouwen in het jaar volgend op het overlijden van haar man. Het somt de oorzaken op van toegestane echtscheidingen (overspel voor de vrouw, doodslag voor de man...), regelt de straffen voor verkrachting voor vrije mannen of slaven, evenals de verkoop van kinderen en de bescherming van de vrouw tegen haar schuld echtgenoot: zij kan niet in zijn plaats worden vervolgd.